# Martinus van Doorninck (politicus)
Martinus van Doorninck (Deventer, 27 juli 1775 – aldaar, 7 juni 1837) was een politicus en bestuurder uit Deventer.
Martinus van Doorninck werd geboren als zoon van gedeputeerde en burgemeester van Deventer Damian Joan van Doorninck en Wilhelmina Elisabeth Machteld Vijfhuis. Hij studeerde aan het Atheneum Illustre te Deventer (vanaf 1791) en studeerde Romeins en hedendaags recht aan de Hogeschool te Leiden (1794-1796). Al op jonge leeftijd werd hij in de Deventerse politiek actief: als lid van de municipaliteit (1798-1802), als gecommitteerde (1802-1808), als lid van de vroedschap (1808-1814) en als lid van de stedelijke raad (1814-1837). Ook is hij heemraad van Salland (vanaf 1798), president van de Ringcommissie (1810) en lid van het College van Curatoren van het Atheneum.
Hij was enige jaren lid van de Provinciale Staten van Overijssel (1820-1821; 1822-1824; 1830-1837) en was vanaf 1824 drie jaar namens Overijssel lid van de Tweede Kamer der Staten-Generaal. Daar stelde hij zich regeringsgezind op. In 1831 bedankte hij na een herverkiezing in de Tweede Kamer, en was hij in plaats daarvan zes jaar burgemeester van Deventer.
In 1805 trouwde Van Doorninck met Adriana Maria Lamberts, met wie hij twee zoons kreeg, waaronder Jan van Doorninck, die de eerste provinciaal archivaris van Overijssel werd. Hij was een beoefenaar van letteren en wetenschappen met veel kennis van de penning- en muntkunde. Had daar een kostbare boekverzameling over en tevens een omvangrijk penningen- en muntenkabinet. Hij was dan ook lid van het Provinciaal Utrechtsch Genootschap van Kunsten en Wetenschappen, het Koninklijk Genootschap "Concordia" (Brussel) en de Maatschappij der Nederlandsche Letterkunde te Leiden (vanaf 1830). Hij publiceerde ook enige werken op waterstaatkundig gebied.
De collectie van Van Doorninck werd later beheerd door zijn kleinzoon Jan Izaäc van Doorninck, die zijn oom Jan opvolgde als provinciaal archivaris.